# V360 Весов
V360 Весов (лат. V360 Librae) — одиночная переменная звезда в созвездии Весов на расстоянии приблизительно 6885 световых лет (около 2111 парсеков) от Солнца. Видимая звёздная величина звезды — от +12,75m до +12,25m.

## Характеристики
V360 Весов — пульсирующая переменная звезда типа RR Лиры (RRC).